# (24210) Handsberry
(24210) Handsberry est un astéroïde de la ceinture principale d'astéroïdes.

## Description
(24210) Handsberry est un astéroïde de la ceinture principale d'astéroïdes. Il fut découvert le 7 décembre 1999 à Socorro (Nouveau-Mexique) par le projet LINEAR. Il présente une orbite caractérisée par un demi-grand axe de 2,69 UA, une excentricité de 0,05 et une inclinaison de 4,9° par rapport à l'écliptique.

## Compléments